# William Perry Hay
William Perry Hay (nascut a Eureka el 8 de desembre del 1872; mort el 1947) fou un carcinòleg estatunidenc conegut pel seu treball sobre els crancs de riu. Era fill d'Oliver Perry Hay.